# Прио-Внешторгбанк
При́о-Внешторгба́нк — рязанский коммерческий банк. Штаб-квартира — в Рязани.

## История
«Прио-Внешторгбанк» образовался 6 декабря 1989 года. В этот день Государственный банк СССР под номером 212 зарегистрировал коммерческий банк «Приокский». С самого начала своей деятельности банк был ориентирован на работу преимущественно с реальным сектором экономики в своем регионе. Эти приоритеты сохранились до настоящего времени. С 1992 года банк обладает генеральной валютной лицензией и обслуживает внешнеэкономическую деятельность. В 1996 году открылся Московский филиал банка: это позволило добиться существенного ускорения расчетов рязанских предприятий со столичными партнерами.
После финансового кризиса августа 1998 года банк сумел быстро переориентировать направления финансовых вложений, чем избежал потери средств клиентов и собственного капитала.
С 2002 года идет расширение сети офисов банка в Рязани и Рязанской области. К концу 2015 года банк имел филиал в городе Москва, 11 отделений в Рязани и 7 – в районах Рязанской области (в городах: Касимов, Новомичуринск, Скопин, Рыбное, Шацк, Сасово).
В 2004 году банк вошел в международную систему SWIFT и присоединился к российской системе государственного страхования вкладов (свидетельство номер 12). В 2013 году собственный капитал банка превысил 1 миллиард рублей. В 2015 году в банк на кассовое обслуживание были переведены бюджетные предприятия Рязани и нескольких районов Рязанской области.
В 2017 году банк открыл отделения в Троицке, Воронеже и Шилове.
Банк эмитирует пластиковые карты международной платежной системы Eurocard / MasterCard, национальной платежной системы МИР и локальной системы «Прио-Карт».

## Собственники и руководство
Председатель совета директоров банка — Ганишин Виктор Алексеевич. Председатель правления — Ганишин Роман Викторович (с июля 2015 года).
Крупнейшие акционеры:
- 29,98 % — Мазаев Владимир Александрович
- 25,055 % — Ларионов Николай Михайлович
- 16,72 % — Ганишин Виктор Алексеевич

## Рейтинги
Рейтинг РБК крупнейших банков 2008 года - 239 место. В 2014-2015 гг. рейтинговое агентство "Эксперт РА" присваивало банку рейтинг "А".